# 马格努斯绿盐
马格努斯绿盐，即四氯合铂(II)酸四氨合铂(II)，是一种无机化合物，化学式为[Pt(NH3)4][PtCl4]。该化合物由海因里希·馬格努斯于1830年代发现，并根据发现者命名。它可由[Pt(NH3)4]2+和[PtCl4]2−在水溶液中反应，生成暗绿色沉淀得到。

## 性質
极难溶于水，平面型的[Pt(NH3)4]和[PtCl4]交替重叠，有Pt-Pt的相互作用。加热时，在290℃迅速变为反式二氯二氨铂，与氨水一起加热沸腾时溶解，生成二氯四氨铂。是一种一维结构的聚合物，已有大量关于其作为半导体的研究成果。